# Alessandra Oliveira
Alessandra Oliveira dos Santos (São Paulo, 13 de junho de 2008) é uma nadadora paralímpica brasileira.

## Biografia

### Primeiros anos
Alessandra nasceu na cidade de São Paulo, no ano de 2008. Aos três anos de idade, foi diagnosticada com vasculite aos três anos, levando que parte dos seus membros superiores e inferiores tiveram que ser amputados.
Iniciou sua trajetória na natação no ano de 2010, aos dez anos, por meio da Escola Paralímpica de Esportes, tornando-se atleta da Associação Paradesportiva De Novo Horizonte.

### Carreira
No ano de 2023, foi convocada pelo Comitê Paralímpico Brasileiro (CPB) para integrar a delegação brasileira nos Jogos Parapan-Americanos de 2023, realizados em Santiago no Chile. Com apenas quinze anos, conquistou para o Brasil, a medalha de ouro na categoria 100m peito classe SB4, superando a colombiana Gabriela Oviedo e a também brasileira Susana Schnarndorf, que completaram o pódio.